# Ai ai Kerenski
Ai ai Kerensky est une chanson folklorique finlandaise.
La chanson se moque de la tentative d'Alexandre Kerensky, alors premier ministre de Russie en 1917, de maintenir l’unité de l’Empire russe et donc le maintien de la Finlande en tant que province russe.

## Histoire

### Contexte
Après la révolution russe, il est devenu un Ministre de la Justice dans le gouvernement et, au départ, le seul membre de gauche de tout le gouvernement. Après avoir également été ministre de la Guerre et de la Marine, Kerensky devint en juillet 1917, remplaça le prince Lvov Premier ministre.
Contrairement aux socialistes plus radicaux, Kerensky voulait que la Russie continue à participer à la Première Guerre mondiale. En mars 1917, Kerensky arrive en Finlande pour persuader les Finlandais de participer à la guerre contre la Russie. Cependant, le résultat réel de la visite est limité puisque la Finlande décide de devenir indépendante.

### Conception
L’air de « Kerensky » est basé sur la chanson de taverne russe « Kak tsvetok dušistyi » (russe: Как цветок душистый, Comme une fleur qui embaume), dont le compositeur est Aleksandr « Saša » Makarov. L’auteur des paroles finnoises est inconnu.

## Accueil

### Enregistrement
La chanson a été enregistrée en 1970.

### Reprises
Plus tard, plusieurs chansons, pour la plupart humoristiques, ont été écrites sur l’air de la chanson en Finlande, telles que Vesijohtomies de Reino Helismaa (fi), Maailma se on silkkia vaan interprétée par M. A. Numminen (à l’origine Rukkaset saaneet, nom sous lequel la chanson a également été enregistrée par Markus Rautio) et le refrain de Politilaulu, écrit par Jukka Virtanen (fi) et interprété par Simo Salminen (fi).